# Lorraine de Foucher
Lorraine de Foucher est une journaliste française, spécialiste des violences faites aux femmes. Elle est lauréate du prix Albert-Londres 2024.

## Carrière

### Études
Lorraine de Foucher est diplômée du Centre de formation des journalistes (CFJ) en 2011 après des études à l'Institut d'études politiques de Lille.

### Le Monde
Lorraine de Foucher débute en 2014 comme pigiste au journal Le Monde, pour lequel elle travaille notamment sur les violences sexistes et sexuelles. Elle est co-réalisatrice, avec Jérémy Frey, du film documentaire « Féminicides, l'affaire de tous » diffusé sur France 2 en juin 2020. Elle participe à une grande enquête de société qui a demandé un an de travail à des dizaines de journalistes, dédiée au sujet des féminicides. Elle est l'auteure d'une série de portraits intitulée « S'aimer comme on se quitte », relatant le premier et le dernier jour d'une relation amoureuse,  adaptée en podcast et en livre.
Elle a également enquêté sur les adolescents tueurs à gage.

### Prix et reconnaissances
En novembre 2024, elle reçoit le 86e prix Albert-Londres de la presse écrite pour son travail sur les violences sexistes et sexuelles, notamment sur l'affaire des viols de Mazan, le viol des femmes migrantes et le système de prédation dans l'industrie pornographique,,,.